# La prigioniera di Amalfi
La prigioniera di Amalfi è un film del 1954 diretto da Giorgio Cristallini.

## Produzione
Film ascrivibile al filone dei melodrammi sentimentali, comunemente detto strappalacrime, molto in voga tra il pubblico italiano in quegli anni, poi ribattezzato dalla critica con il termine neorealismo d'appendice.

## Distribuzione
Il film venne distribuito nel circuito cinematografico italiano il 15 gennaio del 1954.
Venne poi distribuito anche in Francia, il 26 luglio del 1955, con il titolo La Prisonnière d'Amalfi.